# Aarne Leppänen
Aarne Johannes Leppänen, född 21 mars 1894 i S:t Marie, Storfurstendömet Finland, död 11 juli 1937, var en finländsk skådespelare.
Leppänen var son till gårdsägaren Johan Viktor Leppänen och Johanna Vilhelmiina Johnson-Marttila. Han gjorde studieresor till Frankrike 1923, Tyskland, Italien och åter Frankrike 1927 och Centraleuropa 1930. Han verkade som skådespelare vid folkteatern 1915–1916 och Finlands nationalteater 1916–1937. Han var gift med skådespelaren och teaterregissören Glory Leppänen.

## Filmografi[3]
- Polyteekkarifilmi, 1924 (Dokumentär, som sig själv)
- Kajastus, 1930
- Erämaan turvissa, 1931